# یوان لوسو
یوان لوسو (استونیایی: Joann Lõssov؛ ۱۰ سپتامبر ۱۹۲۱ – ۳ اوت ۲۰۰۰) بازیکن بسکتبال استونیایی‌تبار اهل اتحاد جماهیر شوروی سوسیالیستی بود.
وی در مسابقات کشوری و بین‌المللی در مجموع برندهٔ ۲ مدال طلا، ۱ مدال نقره شده‌است.